# Crotalarieae
Crotalarieae,  tribus mahunarki iz potporodice iz potporodice Faboideae kojemu pripada ukupno sedamnaest rodova.

## Rodovi
1. Euchlora Eckl. & Zeyh. (1 sp.)
2. Bolusia Benth. (8 spp.)
3. Crotalaria L. (704 spp.)
4. Heylandia DC. (2 spp.)
5. Ezoloba B.-E. van Wyk & Boatwr. (1 sp.)
6. Leobordea Delile (48 spp.)
7. Listia E. Mey. (7 spp.)
8. Lotononis (DC.) Eckl. & Zeyh. (97 spp.)
9. Pearsonia Dümmer (13 spp.)
10. Rothia Pers. (2 spp.)
11. Robynsiophyton R. Wilczek (1 sp.)
12. Aspalathus L. (291 spp.)
13. Lebeckia Thunb. (12 spp.)
14. Wiborgiella Boatwr. & B.-E. van Wyk (10 spp.)
15. Rafnia Thunb. (21 spp.)
16. Calobota Eckl. & Zeyh. (16 spp.)
17. Wiborgia Thunb. (10 spp.)